# 国鉄タキ17000形貨車
国鉄タキ17000形貨車（こくてつタキ17000がたかしゃ）とは、1969年（昭和44年）から製作された、石油類専用の 35 t 積タンク貨車（私有貨車）である。製造時は日本国有鉄道（国鉄）、1987年（昭和62年）の国鉄分割民営化後に日本貨物鉄道（JR貨物）に車籍を有した。
同一の車体構造で同時に製作されたパラフィン専用タンク車タキ17800形についても本項目で解説する。

## 概要
タキ11000形の後継形式であり、C重油など高比重・高粘度の油種を輸送するための輸送用のタンク車で寒冷地において使用するため、蒸気加熱管と保温材（キセ）を備えたタンク車である。
1969年（昭和44年）から1971年（昭和46年）にかけて日本車輌製造・川崎重工業で2形式合計54両が製作された。

## 構造
タンク体は斜円錐形状の両端部と直円筒形状の中央部で構成される3体結合タイプ（JIS 類型 C 形）で材質は耐候性高張力鋼製である。取卸時に積荷の流動性を確保するため、タンク内部には高圧蒸気を通す加熱管を装備し、外周には保温のために厚さ100mmのグラスウール断熱材と薄鋼板製の外板が装備されている。
荷役方式はタンク上部の積込口から積み込み、タンク下部中央に設けた吐出管を用いる上入れ・下出し方式である。
下回りは車体側面に台車枕梁の間を繋ぐ側梁がある。台車はTR41C。ブレーキ装置は手ブレーキと空気ブレーキである。

## 形式・形態別詳説

### タキ17000形
35 t 積の石油類（除ガソリン）専用タンク車である。1969年（昭和44年）10月2日から1971年（昭和46年）12月20日にかけて5ロット52両（タキ17000 - タキ17051）が日本車輌製造・川崎重工業の2社で製作された。
落成時の所有者は、日本石油、共同石油、シェル石油、モービル石油の4社であった。
1978年（昭和53年）11月15日にシェル石油所有車7両（タキ17028, タキ17029, タキ17031 - タキ17034, タキ17036）が日本石油輸送へ名義変更された。
1984年（昭和59年）6月15日から1988年（昭和63年）5月15日にかけてモービル石油所有全車7両（タキ17037 - タキ17043）が日本陸運産業へ名義変更されたが、実際に名義変更されたのはタキ17043のみだった。
1979年（昭和54年）10月より化成品分類番号「燃31」（燃焼性の物質、引火性液体、危険性度合2（中））が
標記された。
運用は北海道地区を中心に行われ、一部は本州地区でも行われた。
1987年（昭和62年）4月の国鉄分割民営化時には34両がJR貨物に継承されたが、2004年（平成16年）9月に最後まで在籍した2両（タキ17002, タキ17032）が廃車となり同時に形式消滅となった。

#### 年度別製造数
各年度による製造会社と両数、所有者は次のとおりである。（所有者は落成時の社名）
- 昭和44年度 - 44両
  - 日本車輌製造 18両 日本石油（タキ17000 - タキ17017）
  - 日本車輌製造 10両 共同石油（タキ17018 - タキ17027）
  - 日本車輌製造 9両 シェル石油（タキ17028 - タキ17036）
  - 川崎重工業 7両 モービル石油（タキ17037 - タキ17043）
- 昭和46年度 - 8両
  - 日本車輌製造 8両 日本石油（タキ17044 - タキ17051）

### タキ17800形
30 t 積のパラフィン専用タンク車である。1969年（昭和44年）10月25日に2両（コタキ17800, コタキ17801）が日本車輌製造で製作された。
本形式の他にパラフィンを専用種別とする形式にはタキ6150形（4両）の1形式が存在した。
所有者は全車日本石油でありその常備駅は東海道本線（高島線）新興駅であったが、1998年（平成10年）4月に全車が日本石油輸送へ名義変更され常備駅は郡山駅に変更されたが、車両は日本石油輸送に社名変更しなかった。
全長はタキ17000形より200mm短く記号番号表記は、特殊標記符号「コ」（全長 12 m 以下）を前置し「コタキ」と標記する。
運用は、新興駅から関西本線富田駅や四日市港駅へのパラフィン輸送にタキ6150形とともに使われた。
1987年（昭和62年）4月の国鉄分割民営化時には全車（2両）がJR貨物に継承されたが、1999年（平成11年）11月に全車一斉に廃車となり同時に形式消滅となった。

## 派生形式
タキ16500形
35 t 積プロピレンオキサイド専用車で、1969年（昭和44年）から1993年（平成5年）にかけて28両（タキ16500 - タキ16527）が製作された。製作時期により形態の差異があり、本形式の仕様に基づく車両は1975年に製作された3両（タキ16509 - タキ16511）である。
タキ24100形
35 t 積軽質ナフサ専用車で、1973年（昭和48年）1月7日に16両（タキ24100 - タキ24115）が日本車輌製造にて製作された。登場時は日本石油の所有であったが、1981年（昭和56年）11月9日に全車とも日本石油輸送へ名義変更された。